# Dream Walkin'
Dream Walkin' è il quarto album in studio del cantante statunitense country Toby Keith.
Si segnala principalmente per la collaborazione con Sting nel brano I'm So Happy I Can't Stop Crying.

## Tracce
1. We Were in Love (Chuck Cannon, Allen Shamblin) - 4:20
2. Dream Walkin' (Toby Keith, Cannon) - 3:56
3. You Don't Anymore (Keith, Eric Silver) - 3:28
4. Jacky Don Tucker (Play by the Rules Miss All the Fun) (Keith, Cannon) - 2:58
5. Tired (Keith, Cannon) - 4:42
6. Double Wide Paradise (Paul Thorn, Billy Maddox) - 3:43
7. Yet (Keith, Cannon) - 4:18
8. She Ran Away with a Rodeo Clown (Keith) - 2:56
9. Strangers Again (Keith) - 3:25
10. I'm So Happy I Can't Stop Crying (Sting) - 3:59
  - duetto con Sting
11. I Don't Understand My Girlfriend (Keith, Jim Femino) - 2:33